# Social Death Vote
Social Death Vote è una serie televisiva thailandese prodotta da Beambox e trasmessa su Channel 3 (e in latecast su Line TV) dal 19 maggio 2018. La prima stagione, composta di sei episodi, si è conclusa il 23 giugno 2018.

## Trama
Un'adolescente apre una pagina Facebook denominata "Sex Vote" per postare video intimi ripresi illegalmente di studenti, facendo scegliere tramite like e commenti ai fan chi deve essere spiato di volta in volta.

## Personaggi e interpreti

### Principali
- Q, interpretato da Panuwat Premmaneenan "Ice".
- Best, interpretata da Pariya Piyapanopas "Atom".
- Bam, interpretata da Supawan Pulchareon "Gade".
- Day, interpretato da Vachirawit Chiva-aree "Bright".
- Fang, interpretata da Rapeeporn Surawan "Mai".
- Ryu, interpretato da Chindanai Akarawongwarit "Isaac".
- Ten, interpretato da Dechathorn Wanwanichkul "Poom".
- Beauty, interpretata da Lita Janvarapa "England".
- Joe, interpretato da Chalongrat Novsamrong "First".

### Ricorrenti
- Fuse, interpretata da Natticha Chantaravareelekha "Fond".
- Tae , interpretato da Darvid Kreepolrerk "Tae".
- Tee , interpretato da Thanapon Jarujitranon "Tee".

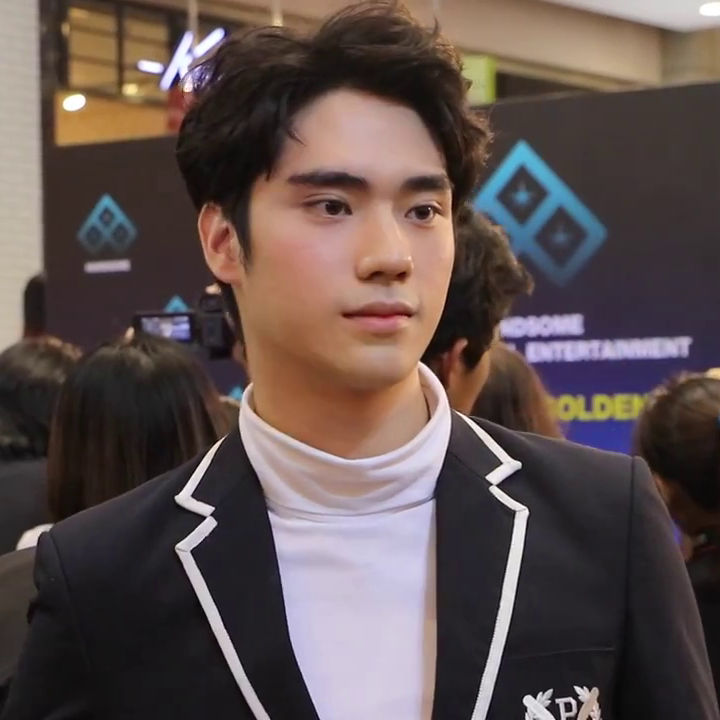
Thanapon Jarujitranon

## Episodi
| Stagione       | Episodi | Prima TV |
| -------------- | ------- | -------- |
| Prima stagione | 6       | 2018     |